# Dysna
Il Dysna (russo Дисна́; bielorusso Дзісна (Dsisna)) è un affluente di sinistra del fiume Daugava che scorre in Lituania e Bielorussia.
Il Dysna nasce nella regione dei laghi lituani nord-orientali, vicino a Dūkštas e scorre in direzione est. 77 km del fiume, lungo in totale circa 176 km, si trovano in territorio lituano, il resto in Bielorussia, dove il fiume sfocia nel Daugava presso la città di Dsisna, che è anche il nome bielorusso del corso d'acqua.
Sul fiume si può praticare la canoa poiché ci sono molti percorsi possibili nell'adiacente distretto dei laghi.